# Julio Barrios
Julio Nicolás Barrios fue un exfutbolista uruguayo que se desempeñaba como guardameta.

## Clubes
| Club             | País      | Año         |
| ---------------- | --------- | ----------- |
| River Plate (U)  | Uruguay   | 1931 - 1937 |
| Peñarol          | Uruguay   | 1937 - 1940 |
| River Plate      | Argentina | 1941 - 1943 |
| Peñarol          | Uruguay   | 1944        |
| Atlético Chalaco | Perú      | 1945 - 1946 |